# Jacques Duchateau
Pour les articles homonymes, voir Duchateau.
Jacques Marie Jean Edmond Duchateau, né le 8 novembre 1924 à Paris et mort à Mulhouse le 14 janvier 2017,, est un écrivain, scénariste et réalisateur français. Il est l'un des membres fondateurs de l'Oulipo.

## Biographie
Jacques Duchateau commence sa formation à l'Institut des hautes études cinématographiques, où il rencontre Jean Anouilh et Roger Vitrac.
Il est l'assistant réalisateur de Jean Epstein pour Les Feux de la mer en 1948, ainsi que le second assistant pour Monsieur Vincent, écrit par Jean Anouilh et réalisé par Maurice Cloche.
Jean Lescure le recrute pour travailler à la RTF. Ils préparent ensemble une émission sur Balzac puis, avec Albert-Marie Schmidt, une émission sur les Grands Rhétoriqueurs. Il fait la connaissance de Raymond Queneau et Jacques Bens, et participe en 1960 à la Décade de Cerisy qui est à l'origine de la fondation de l'Oulipo.
Homme de culture et de radio, il est l’animateur et le producteur délégué de l'émission Panorama entre 1973 et 1997, diffusée par France Culture. Il y fait commenter l’actualité littéraire notamment par des oulipiens comme Jacques Bens, Paul Braffort ou Jean Lescure.
Peu à peu éloigné des activités de l'Oulipo, il revoit et augmente cependant une nouvelle édition, en 2005, de l'ouvrage de Jacques Bens, L'Oulipo, Genèse de l'Oulipo, 1960-1963.
Ses œuvres oulipiennes font souvent intervenir des contraintes qu'il a créées – intersection, isomorphisme, ruban de Moebius. Il a proposé un « roman intersectif » : « Il s'agit de déterminer les intersections (de personnages, de situations, de style, etc.) existant entre trois romans, et d'utiliser ces intersections pour confectionner un quatrième roman». La réalisation se révélant impossible, il modifie cette contrainte au profit d'un « roman combinatoire », procédé qu'il utilisera dans Zinga 8.

## Œuvres et publications

### Publications
- Zinga huit, Gallimard, 1967. Mettant en œuvre la combinatoire et la contrainte du tireur à la ligne[6], le récit est construit autour de 12 manuscrits (datés de 5060) de douze « auteurs » établissant douze relais, douze pôles et douze points de vue. L’histoire a sept personnages et se déroule en sept parties, précédées chacune d’une note, avec en outre cinq notes à la suite en fin de texte (pour un total de 12). L'ordre chronologique est constamment bouleversé et déroute une lecture sensée[7]. Ainsi, les chapitres, dont l'action se situe au Xxe siècle sont insérés dans des parties, elles-mêmes entrecoupées par des notes écrites en 5060 par des hommes qui ne sont autres que les éditeurs des manuscrits du XXe siècle que nous lisons dans les chapitres[8].
- Dayez, Le Musée de Poche, 1967.
- Boris Vian ou les facéties du destin, La Table Ronde, 1969, réédité en 1982.
- La colonne d’air, suivi de Raymond Queneau ou l’oignon de Mœbius, Ramsay, 1987.
- Le Souterrain, sous le pseudonyme de Jean-François Léonard, Julliard, 1992

- Dans La Bibliothèque Oulipienne
  - Réponse au questionnaire de l'Oulipo par François Le Lionnais (1970), Texte intégral.
  - Les sept coups du tireur à la ligne, BO no 14, 1980.
  - Sanctuaire à tiroirs, BO no 17, 1981.
  - Le cordon de Saint François, BO no 69, 1994.

### Scénarios
- 1962 : L'inspecteur Leclerc enquête (épisodes inconnus)
- 1968 : Provinces (émission « Une île »), réalisation de Daniel Leconte